# Grå biblioteket
Grå biblioteket, skönlitterär bokserie utgiven av B. Wahlströms bokförlag. Böckerna har grå rygg med guldtryck.
| Volym | Titel                                   | Författare           | Utgivningsår |
| ----- | --------------------------------------- | -------------------- | ------------ |
| 1     | Lejonhuden: Äventyrsroman               | Rafael Sabatini      | 1940         |
| 2     | Ett äventyr i tropikerna: Äventyrsroman | George Goodchild     | 1940         |
| 3     | Bel ami: roman                          | Guy de Maupassant    | 1940         |
| 4     | Vid Nordlandets gräns: Vildmarksroman   | Rex Beach            | 1940         |
| 5     | Den farliga åldern: läkarroman          | April Brookes        | 1941         |
| 6     | Fången i Sahara: Ökenroman              | E. M. Hull           | 1941         |
| 7     | Bombay-expressen: Roman från Indien     | Lawrence Blochman    | 1941         |
| 8     | Viddernas vandrare: vildmarksroman      | James Oliver Curwood | 1942         |
| 9     | Savellis ära: Historisk roman           | Sidney K. Yeats      | 1942         |
| 10    | Mr. Hamiltons kupp: Spionageroman       | Frederick Frost      | 1942         |
| 11    | Uppror i djungeln. Äventyr i Indien     | Reginald Campbell    | 1942         |
| 12    | Tunnelgåtan: detektivroman              | Milton M. Propper    | 1942         |
| 13    | Silverhöken: roman från Nordlandet      | William B. Mowery    | 1943         |
| 14    | Under Kenyas måne: Afrika-roman         | Edward Fripp         | 1943         |
| 15    | Den flygande kofferten: äventyrsroman   | Øvre Richter Frich   | 1942         |